# Безпалкив, Роман Михайлович
Роман Михайлович Безпалкив (укр. Роман Михайлович Безпалків, 15 апреля 1938, Глушин, Тарнопольское воеводство — 19 ноября 2009, Львов) — украинский живописец. Член Национального союза художников Украины (1988). Заслуженный деятель искусств Украины (1998). Муж художницы-керамистки Ольги Безпалкив.

## Биография
Родился 15 апреля 1938 года в Глушине (ныне Бродовский район Львовской области). В 1962 году окончил Львовский медицинский институт. Три года работал по специальности в городе Скала-Подольская в Тернопольщине. В 1965 году поступил во Львовский институт декоративного и прикладного искусства и в 1971 году окончил его. С 1970 года работал преподавателем живописи во Львовском колледже декоративного и прикладного искусства имени Ивана Труша. Умер после продолжительной болезни 19 ноября 2009 года. Похоронен на Лычаковском кладбище.